# Теплушка (деревня)
Теплушка — деревня в Вяземском районе Смоленской области России. Входит в состав Заводского сельского поселения. Население — 6 жителей (2007 год). 
Расположена в восточной части области в 32 км к югу от Вязьмы, в 18 км западнее автодороги Р132 Вязьма — Калуга — Тула — Рязань, на берегу реки Полюшка. В 10 км восточнее деревни расположена железнодорожная станция Годуновка на линии Вязьма — Занозная. 

## История
В годы Великой Отечественной войны деревня была оккупирована гитлеровскими войсками в октябре 1941 года, освобождена в марте 1943 года.